# 2015 à la télévision
| Années de la télévision : 2012 - 2013 - 2014 - 2015 - 2016 - 2017 - 2018    |
| Décennies de la télévision : 1980 - 1990 - 2000 - 2010 - 2020 - 2030 - 2040 |

 (mai 2025).
Si vous disposez d'ouvrages ou d'articles de référence ou si vous connaissez des sites web de qualité traitant du thème abordé ici, merci de compléter l'article en donnant les références utiles à sa vérifiabilité et en les liant à la section « Notes et références ».
Cet article présente les faits marquants de l'année 2015 à la télévision.

## Événements
- Le 4 janvier : les chaînes de télévision M6 Music Club et M6 Music Black arrêtent d'émettre.
- Le 13 janvier : Nouvelle habillage et logo pour Canal J pour fêter les 30 ans de la chaîne.
- Du 9 février au 12 février : Lancement en France par Raphaël Mezrahi de One Day TV, la première chaîne de télévision éphémère qui ne dure que quatre jours. Sa diffusion se fait en collaboration avec Numericable sur le canal 16 de son réseau et le canal 46 de la TNT.
- Le 27 mars : la chaîne de télévision Maison+ cesse d'émettre.
- Le 31 mars : La TNT fête ses 10 ans à la télévision.
- Le 1 mai : le dernier épisode de Sam et Cat
- Le 8 mai : la chaîne Disney Cinemagic devient Disney Cinema.
- Le 23 mai : France 2 diffuse la Grande finale du Concours Eurovision de la chanson, se déroulant à Vienne, en Autriche
- Du 25 mai au 7 juin : Tournoi de Roland Garros 2015 diffusé par France Télévisions et Eurosport.
- Du 12 juin au 28 juin : 1ers Jeux européens se déroulant à Bakou en Azerbaïdjan, diffusés en France sur l'Équipe 21.
- Le 26 juin : les chaînes de télévision Jimmy, Sport+ et Cuisine+ arrêtent d'émettre (l'incertitude demeure pour LCI).
- Du 4 juillet au 26 juillet : Tour de France 2015 sur France Télévisions et Eurosport.
- Du 24 juillet au 9 août : Championnats du monde de natation à Kazan en Russie, diffusés sur France Télévisions et Canal+ Sport.
- Du 22 août au 30 août : Championnats du monde d'athlétisme à Pékin en Chine, diffusés sur France Télévisions.
- Le 13 septembre : Dernier journal de Claire Chazal, remerciée après 24 ans d'antenne.
- Le 14 octobre : Le CSA décide d'abroger l'autorisation d'émettre à la chaîne Numéro 23 sur la TNT (TNT HD) au 30 juin 2016 (décision cassée par la suite par le Conseil d'État).
- Du 18 septembre au 31 octobre : Coupe du monde de rugby en Angleterre et au Pays de Galles sur TF1 et le Groupe Canal+
- Le 19 décembre : diffusion de l'élection de Miss France 2016 sur TF1.
- Le 31 décembre : arrêt de la chaîne Planète+ Thalassa

## Émissions (France)
- L'émission Un dîner presque parfait passe de M6 à W9.
- En juin 2015 : le jeu Motus fête ses 25 ans de diffusion, et pour l'occasion des personnalités sont invitées à participer à l'émission.
- Le 24 août : Le jeu l'Académie des neuf fait son grand retour à la télévision sur la chaine NRJ 12 après 28 ans d'absence a l'antenne.
- Sophie Ferjani anime D&CO sur M6 à la place de Valérie Damidot (qui est passée sur NRJ 12).
- L'émission Touche pas à mon Sport ! sur D8 est lancée le 20 novembre (une semaine après le lancement prévu initialement en raison des attentats de novembre 2015 en France)
- Septembre 2015 : L'émission Taratata fait son retour à la télévision sur France 2 après deux années d'absence.
- Septembre 2015 : L'émission C'est mon choix passe de France 3 à Chérie 25 après 8 ans d'absence.

## Fin de diffusion
- 1er avril : 19-2

### Jeux et divertissements
- Diffusion des saisons 5 et 6 des Douze Coups de midi sur TF1
- Diffusion des saisons 5 à 7 de Money Drop sur TF1
- Diffusion des saisons 18 du Juste Prix sur TF1
- Diffusion des saisons 18 d'Une famille en or sur TMC
- Diffusion de la saison 7 de Tellement vrai sur NRJ 12
- Diffusion de la saison 27 de Questions pour un champion sur France 3
- Diffusion de la saison 53 des chiffres et des lettres sur France 3
- Diffusion de la saison 3 et 4 de Harry sur France 3
- Diffusion des saisons 5 et 6  de Slam sur France 3
- Diffusion de la saison 17 du Le Plus Grand Cabaret du monde sur France 2
- Diffusion des saisons 17 et 18 de Vivement dimanche sur France 2
- Diffusion de la saison 9 de Les années bonheur sur France 2
- Diffusion de la saison 6 et 7 de Mot de passe sur France 2
- Diffusion des saisons 9 et 10 de Tout le monde veut prendre sa place sur France 2
- Diffusion des saisons 9 et 10 de N'oubliez pas les paroles ! sur France 2
- Diffusion des saisons 25 et 26 de Motus sur France 2
- Diffusion des saisons 20 et 21 de Les Z'amours sur France 2
- Diffusion de la saison 26 de Fort Boyard sur France 2
- Diffusion de la saison 13 de Pyramide sur France 2
- Diffusion de la saison 1 de Joker sur France 2
- Diffusion de la saison 1 de Un mot peut en cacher un autre sur France 2
- Diffusion de la saison 4 de Vendredi tout est permis sur TF1
- Diffusion de la saison 21 des Enfants de la télé sur TF1
- Diffusion de la saison 2 de Qu'est-ce que je sais vraiment ? sur M6
- Diffusion de la saison 2 de L'Œuf ou la Poule ? sur D8
- Diffusion de la saison 6 de Danse avec les stars sur TF1
- Diffusion de la saison 4 de La Nouvelle Édition sur Canal+
- Diffusion de la saison 9 du Maillon faible sur D8
- Diffusion de la saison 9 d' À prendre ou à laisser sur D8
- Diffusion de la saison 1 de Wish List : La Liste de vos envies sur TF1
- Diffusion de la saison 1 de Boom : Gagner ne tient qu'à un fil ! sur TF1

### Téléréalité
- Diffusion de la saison 7 des Anges de la téléréalité sur NRJ 12
- Diffusion de la saison 14 de Koh-Lanta sur TF1
- Diffusion de la saison 4 de Qui veut épouser mon fils ? sur TF1
- Diffusion de la saison 9 de Secret Story sur TF1 et NT1
- Diffusion de la saison 10 de L'amour est dans le pré sur M6
- Diffusion de la saison 1 de Las Vegas Academy sur W9
- Diffusion de la saison 1 d'Adam recherche Ève sur D8
- Diffusion de la saison 1 de Projet Fashion sur D8
- Diffusion de la saison 1 de Qui est la taupe ? sur M6
- Diffusion de la saison 1 de La Villa des cœurs brisés sur NT1

### Musicales
- Diffusion de la saison 4 de The Voice, la plus belle voix sur TF1
- Diffusion de la saison 2 de The Voice Kids sur TF1
- Diffusion de la saison 2 d'Alcaline sur France 2
- Diffusion de la saison 4 de Monte le son ! sur France 4
- Diffusion de la saison 11 de Nouvelle Star sur D8

### Cuisine
- Diffusion de la saison 5 de MasterChef sur TF1 puis sur NT1
- Diffusion de la saison 6 de Top Chef sur M6
- Diffusion de la saison 5 de Cauchemar en cuisine sur M6
- Diffusion de la saison 6 d'un dîner presque parfait sur W9
- Diffusion de la saison 2 de Dans la peau d'un chef sur France 2
- Diffusion de la saison 1 de Mon food truck à la clé sur France 2
- Diffusion de la saison 9 des Escapades de Petitrenaud sur France 5
- Diffusion de la saison 3 des Carnets de Julie sur France 3

### Talk-Show
- Diffusion de la saison 6 de Touche pas à mon poste ! sur D8
- Diffusion de la saison 3 du Grand 8 sur D8
- Diffusion de la saison 9 de On n'est pas couchés sur France 2
- Diffusion de la saison 5 de C à vous sur France 5
- Diffusion de la saison 11 du Grand Journal sur Canal+
- Diffusion de la saison 9 de Salut les Terriens ! sur Canal+

### Magazines
- Diffusion de la saison 24 d'Envoyé Spécial sur France 2
- Diffusion de la saison 14 de Complément d'enquête sur France 2
- Diffusion de la saison 30 de Télématin sur France 2
- Diffusion de la saison 38 de Thalassa sur France 3
- Diffusion de la saison 18 de Des racines et des ailes sur France 3
- Diffusion 21 ans après de la saison 8 du Divan sur France 3
- Diffusion de la saison 6 de Tellement vrai sur NRJ 12

### Sport
- Diffusion de la saison 40 d'Automoto sur TF1
- Diffusion de la saison 28 de Turbo sur M6 et W9
- Diffusion de la saison 8 de L'Équipe du Soir sur L'Équipe 21

### Séries télévisées
- Diffusion de la saison 1 de Miraculous, les aventures de Ladybug et Chat Noir sur TF1
- Diffusion de la première et unique saison de la mini-série Disparue de Charlotte Brandström sur France 2
- Diffusion de la saison 5 de Shameless sur Canal+ Séries
- Diffusion de la saison 1 de Les 100 sur Syfy France et France 4 puis de la saison 2 sur Syfy France
- Diffusion de la saison 1 de Unbreakable Kimmy Schmidt sur Netflix France
- Diffusion de la 2e et dernière saison de Witches of East End sur 6ter
- Diffusion de la 2e et dernière saison de Looking sur OCS City
- Diffusion de la saison 1 de Chicago PD sur TF1
- Diffusion de la saison 1 de The Returned sur Netflix France
- Diffusion de la saison 3 de Person of Interest sur TF1
- Diffusion de la saison 3 de No Limit sur TF1
- Diffusion de la 3e et dernière saison de Suburgatory sur Canal+ Family
- Diffusion de la saison 14 des Experts sur TF1
- Diffusion de la saison 1 de Stalker sur TF1
- Diffusion de la saison 2 de  Penny Dreadful sur Netflix France
- Diffusion de la saison 4 de American Horror Story sur Ciné+ Frisson
- Diffusion de la saison 5 de Pretty Little Liars sur OCS Max
- Diffusion de la saison 3 de Bates Motel sur 13e rue
- Diffusion de la saison 5 de Clem sur TF1
- Diffusion de la saison 4 de Doc Martin sur TF1
- Diffusion de la saison 10 de Grey's Anatomy sur TF1
- Diffusion de la 3e et dernière saison de Dallas 2012 sur NT1
- Diffusion de la 4e et dernière saison de Hollywood Girls sur NRJ 12
- Diffusion de la saison 3 de Orange Is the New Black sur Netflix France
- Diffusion de la saison 2 du Transporteur sur M6
- Diffusion de la saison 2 et 3 de Arrow sur TF1
- Diffusion de la saison 1 de Flash sur TF1
- Diffusion de la saison 1 de Peplum sur M6
- Diffusion de la saison 3 d' Elementary sur M6
- Diffusion de la saison 6 de NCIS : Los Angeles sur M6
- Diffusion de la saison 1 de NCIS : Nouvelle-Orléans sur M6
- Diffusion de la saison 1 de Daredevil sur Netflix France
- Diffusion de la saison 2 de Devious Maids sur Téva et M6 puis de la saison 3 sur Téva
- Diffusion de la saison 1 de Murder sur M6
- Diffusion de la saison 1 de Sense8 sur Netflix France
- Diffusion de la saison 3 de Grand Hôtel sur Téva
- Diffusion de la saison 5 de Game of Thrones sur D8
- Diffusion des épisodes 10, 11,12 de la saison 10 ainsi que la saison 11 de Supernatural sur Série club
- Diffusion de la saison 2 de Chérif sur France 2
- Diffusion de la saison 1 de Chefs sur France 2
- Diffusion de la saison 4 de Rizzoli and Isles sur France 2
- Diffusion de la saison 3 de Candice Renoir sur France 2
- Diffusion de la saison 3 de Caïn sur France 2
- Diffusion de la saison 1 de Major Crimes sur France 2
- Diffusion de la 2e et dernière saison de Hôtel de la plage sur France 2
- Diffusion de la saison 2 de Broadchurch sur France 2
- Diffusion de la saison 8 de Doctor Who sur France 4
- Diffusion de la saison 9 de Doctor Who sur France 4
- Diffusion de la saison 1 des Grandes Grandes Vacances sur France 3
- Diffusion de la saison 17 d'Inspecteur Barnaby sur France 3
- Diffusion de la saison 1 de Jane the Virgin sur Téva
- Diffusion de la saison 1 du Bureau des légendes sur Canal+
- Diffusion de la saison 3 de Vikings sur Canal+
- Diffusion de la saison 3 et 4 de Teen Wolf sur France 4
- Diffusion de la saison 2 de Reign : Le Destin d'une reine  sur 6ter
- Diffusion de la saison 5 de Scandal sur Canal+ Séries
- Diffusion de la saison 1 de Wayward Pines sur Canal+
- Diffusion de la saison 1 de Agent Carter sur Canal+ Family
- Diffusion de la saison 3 de Hart of Dixie sur June
- Diffusion de la saison 4 de 2 Broke Girls sur OCS Max
- Diffusion de la saison 1 de The Messengers sur 6ter
- Diffusion de la saison 1 de Aquarius sur 13e rue
- Diffusion de la saison 1 de Scream sur Netflix France
- Diffusion de la 3e et dernière saison de Hemlock Grove sur Netflix France
- Diffusion de la saison 1 et 2 de Les Goldberg sur Comédie+
- Diffusion de la saison 2 de Marvel : Les Agents du SHIELD sur Série Club
- Diffusion de la saison 1 de iZombie sur France 4
- Diffusion de la saison 1 d'Empire sur W9
- Diffusion de la saison 1 de About a Boy sur Canal+ Family
- Diffusion de la mini-série Rosemary's Baby sur HD1
- Diffusion de la saison 1 de Zoo sur RTL-TVI et TF1
- Diffusion de la saison 1 de Jessica Jones sur Netflix France
- Diffusion de la saison 1 de Inside Amy Schumer sur MTV France
- Diffusion de la première et unique saison de la mini-série Bloqués sur Canal+
- Diffusion de la saison 2 de Hôtel de la plage
- Diffusion de la saison 1 de Master of None
- Diffusion de la saison 1 de Le Maître du Haut Château sur Prime Video
- Diffusion de la saison 1 de Occupied sur Arte

## Décès
Janvier
- 1er janvier : Donna Douglas, actrice américaine (° 26 septembre 1932).
- 1er janvier : Fiona Cumming, réalisatrice britannique (° 9 octobre 1937).
- 1er janvier : Ninón Sevilla, actrice mexicaine d'origine cubaine (° 10 novembre 1929).
- 2 janvier : Suzanne Lapointe, chanteuse, actrice et animatrice de télévision québécoise (° 16 mai 1934).
- 4 janvier : Claude Chamboisier, musicien, chanteur et producteur français, membre du groupe Les Musclés sous le nom de Framboisier (° 10 juin 1950).
- 6 janvier : Marcel Cuvelier, acteur et metteur en scène français (° 14 mai 1924).
- 10 janvier : Taylor Negron, acteur américain (° 1er août 1957).
- 10 janvier : Brian Clemens, scénariste et producteur de télévision et de cinéma britannique (° 30 juillet 1931).
- 11 janvier : Anita Ekberg, mannequin et actrice italienne (° 29 septembre 1931).
- 12 janvier : Germán Cobos, acteur espagnol (° 7 juillet 1927).
- 13 janvier : Martine Havet, actrice, chanteuse et animatrice de télévision française (° 28 mai 1947).
- 14 janvier : Darren Shahlavi, acteur britannique (° 5 août 1972).
- 15 janvier : Chikao Ōtsuka, seiyū japonais (° 5 juillet 1929).
- 15 janvier : Michel Daigle, acteur canadien né au Québec (° 4 mai 1945).
- 17 janvier : Donald Harron, acteur et réalisateur canadien (° 19 septembre 1924).
- 24 janvier : José Artur, acteur et homme de radio français (° 20 mai 1927).
- 29 janvier : Amparo Baró, actrice espagnole (° 21 septembre 1937).
- 30 janvier : Jeannette Hubert, réalisatrice française de télévision (° 21 mai 1926).

Février
- 2 février : Andriy Kuzmenko, chanteur, écrivain, animateur de télévision et acteur ukrainien (° 17 août 1968).
- 3 février : Mary Healy, actrice et chanteuse américaine (° 14 avril 1918).
- 8 février : Sergueï Mouratov, journaliste, critique de télévision et de cinéma, professeur et scénariste russe (° 1er mai 1931).
- 10 février : Corinne Le Poulain, actrice française (° 26 mai 1948).
- 10 février : Manrico Gammarota, acteur et réalisateur italien (° 8 octobre 1955).
- 11 février : Roger Hanin, acteur, réalisateur et écrivain français (° 20 octobre 1925).
- 14 février : Finn Nørgaard, réalisateur et producteur danois de films documentaires (° 27 mai 1959).
- 14 février : Louis Jourdan, acteur français (° 19 juin 1921).
- 16 février : Lorena Rojas, actrice et chanteuse mexiquaine (° 10 février 1971).
- 26 février : Pascal Brunner, imitateur, animateur de télévision et de radio et comédien français (° 18 octobre 1963).
- 27 février : Leonard Nimoy, acteur, réalisateur, scénariste, photographe, producteur et chanteur américain (° 26 mars 1931).

Mars
- 1er mars : Daniel von Bargen, acteur américain (° 5 juin 1950).
- 8 mars : Sam Simon, scénariste, producteur, réalisateur et animateur américain (° 6 juin 1955).
- 9 mars : Florence Arthaud, Camille Muffat, Alexis Vastine, sportifs français, ainsi que sept autres personnes décèdent dans la collision de deux hélicoptères sur le tournage en Argentine de la version française de l'émission de téléréalité Dropped (° 28 octobre 1957).
- 16 mars : Buddy Elias, acteur suisse et président de la Fondation Anne-Frank (° 2 juin 1925).
- 20 mars : Walter Grauman, réalisateur et producteur de télévision américain (° 17 mars 1922).
- 21 mars : Alberta Watson, actrice canadienne (° 16 mars 1955).
- 22 mars : Cláudio Marzo, acteur de télévision et de cinéma brésilien (° 26 septembre 1940).
- 23 mars : Gian Vittorio Baldi, acteur italien (° 30 octobre 1930).
- 25 mars : Ivo Garrani, acteur italien (° 6 février 1924).
- 27 mars : André Thorent, acteur français (° 28 mai 1922).
- 27 mars : Olga Syahputra, acteur, humoriste et animateur indonésien (° 8 mai 1922).
- 28 mars : Gene Saks, acteur et réalisateur américain (° 8 février 1983).
- 30 mars : Helmut Dietl, réalisateur et scénariste allemand (° 22 juin 1944).

Avril
- 9 avril : Nina Companeez, scénariste et réalisatrice française (° 26 août 1937).
- 14 avril : Anne-Marie Peysson, speakerine et journaliste française (° 24 juillet 1935).

Juin
- 7 juin : Christopher Lee, acteur britannique (° 27 mai 1922).
- 25 juin : Patrick Macnee, acteur britannique (° 6 février 1922).
- 26 juin : Alain De Greef, l'ancien directeur des programmes de Canal+ (° 4 juin 1947).

Septembre
- 20 septembre : Jack Larson, acteur américain (° 8 février 1928).

Novembre
- 16 novembre : David Canary, acteur américain (° 25 août 1938).